# Rattus koopmani
Rattus koopmani là một loài động vật có vú trong họ Chuột, bộ Gặm nhấm. Loài này được Musser & Holden miêu tả năm 1991.